# Mongoloraphidia harmandi
Mongoloraphidia harmandi är en halssländeart som först beskrevs av Navás 1909.  Mongoloraphidia harmandi ingår i släktet Mongoloraphidia och familjen ormhalssländor. Inga underarter finns listade i Catalogue of Life.